# 凯利·D·布朗内尔
凯利·D·布朗内尔（英語：Kelly D. Brownell，1951年10月31日—）是一位美国臨床心理學家，前耶鲁大学教授，现为杜克大学教授，提出了关于节食减肥的溜溜球效应，在耶鲁大学开放课程中有开设23节课的《有关食物的心理学，生物学和政治学》（The Psychology, Biology and Politics of Food）。